# Józef Różak
Józef Różak (Kościelisko, 5 de febrero de 1945) es un deportista polaco que compitió en biatlón. Ganó una medalla de bronce en el Campeonato Mundial de Biatlón de 1971, en la prueba por relevos.
Participó en dos Juegos Olímpicos de Invierno, en la prueba por relevos, ocupando el cuarto lugar en Grenoble 1968 y el séptimo lugar en Sapporo 1972.

## Palmarés internacional
| Campeonato Mundial | Campeonato Mundial      | Campeonato Mundial | Campeonato Mundial |
| Año                | Lugar                   | Medalla            | Prueba             |
| ------------------ | ----------------------- | ------------------ | ------------------ |
| 1971               | Hämeenlinna (Finlandia) | Medalla de bronce  | Relevos            |